# Sejtfal

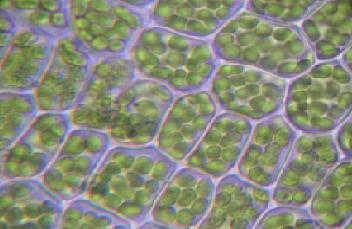
Átlátszó sejtfalakkal elválasztott növényi sejtek

A sejtfal a sejtet körülvevő, a sejtmembránon kívül található, meglehetősen merev réteg. A sejt számára szilárdságot ad, védelmet nyújt és (nagyon durva) szűrőmechanizmusként is működik. Ellenáll az ozmotikus stressznek, azaz megakadályozza, hogy a sejt vízbevitel hatására túlságosan megduzzadjon. Növényekben, baktériumokban, archeákban, gombákban és algákban található meg. Az állatoknak és a legtöbb protisztának nincs sejtfala.
A sejtfalat alkotó anyagok fajonként eltérőek lehetnek. A növényekben a sejtfalkomplexumot alkotó legerősebb komponens egy szénhidrát-polimer, a cellulóz. A baktériumokban peptidoglikánból (mureinből), cukrok és aminosavak polimeréből áll a sejtfal. Az archeáknál előfordul glikoprotein S-layer (felszíni réteg), pszeudopeptidoglikánból (pszeudomurein) és poliszacharidokból álló sejtfal is. A gombák sejtfalát kitin alkotja. Az algák sejtfala tipikusan glikoproteinekből és poliszacharidokból áll, de előfordul egyes algafajokban kovasav is. Sokszor a sejtfalhoz járulékos molekulák horgonyzódnak.

## A sejtfal szerepe
Kevés kivételtől eltekintve az élőlényeknek valamiféle mechanikai védelemre van szükségük annak érdekében, hogy adott alakjukat és formájukat megőrizhessék.

A sejtfal legfontosabb szerepe a turgor fenntartása, a mechanikai szilárdítás, a vízmegkötés és vízmegtartás, valamint a fizikai és kémiai védelem.

Ezek mellett a külső környezet és a citoplazma közötti dinamikus kölcsönhatást biztosítja, gátolja a lehetséges kórokozók sejtbe történő bejutását az idegen anyagokat felismerő lektinek (glikoproteinek) révén.
Ma már szinte általánosan elfogadott, hogy az egész növény teljes sejtfalrendszere összefüggő szerkezeti és működési egységnek tekintendő.

## Sejtfalalkotó polimerek
Cellulóz, pektin, hemicellulóz, lignin, szuberin, fehérjék.

## A sejtfal szerkezete
Kb. 100 lécszerűen egymás mellett elhelyezkedő cellulózlánc alkot egy micellumot. Ezt tartják sokan a sejtfal legkisebb szerkezeti elemének. Kb. 20 micellum alkot egy mikrofibrillumot. Kb. 250 mikrofibrillum alkot egy makrofibrillumot. Ezeket pektinhidak rögzítik egymáshoz. A pektinek a hemicellulózokkal és fehérjékkel együtt a középlemez és a sejtfalak alapállományát – mátrixát – képezik.
 
A mátrixképző fehérjék oldható és oldhatatlan glikoproteinek. A hemicellulózok a pektinnel együtt a sejtfal nem cellulóz jellegű poliszacharidjai. A cellulózkötegekhez kapcsolódnak és azokkal párhuzamos lefutásúak.

## A sejtfal szintézise
A sejtfal felépüléséhez elengedhetetlen, hogy a citoplazmában termelt alkotók a plazmalemmán keresztül eljuthassanak arra a részre, ahol a majdani sejtfal kialakul. A mátrix sejtalkotók képesek áthatolni a plazmalemmán.
A durva felszínű endoplazmatikus retikulum által szintetizált sejtfalfehérjéket és a Golgi-apparátus által előállított sejtfal-poliszacharidokat, hemicellulózokat és pektintartalmú összetevőket a szekréciós vezikulumok kebelezik be. Ezek lefűződve a tartalmukat a sejtfal külső részére szállítják.